# Mario Runco
Mario Runco, född 26 januari 1952, är en amerikansk astronaut uttagen i astronautgrupp 12 den 5 juni 1987.

## Rymdfärder
- STS-44
- STS-54
- STS-77